# 貝斯貝斯
36°42′N 7°51′E / 36.700°N 7.850°E
貝斯貝斯（阿拉伯语：‎），是阿爾及利亞的城鎮，位於該國東北部，由塔里夫省負責管轄，是貝斯貝斯區的首府，面積122平方公里，海拔高度10米，2008年人口46,341，人口密度每平方公里381人。